# Emericella striata
Emericella striata är en svampart som först beskrevs av J.N. Rai, J.P. Tewari & Mukerji, och fick sitt nu gällande namn av Malloch & Cain 1972. Emericella striata ingår i släktet Emericella och familjen Trichocomaceae.   Inga underarter finns listade i Catalogue of Life.